# Lewis R. Foster

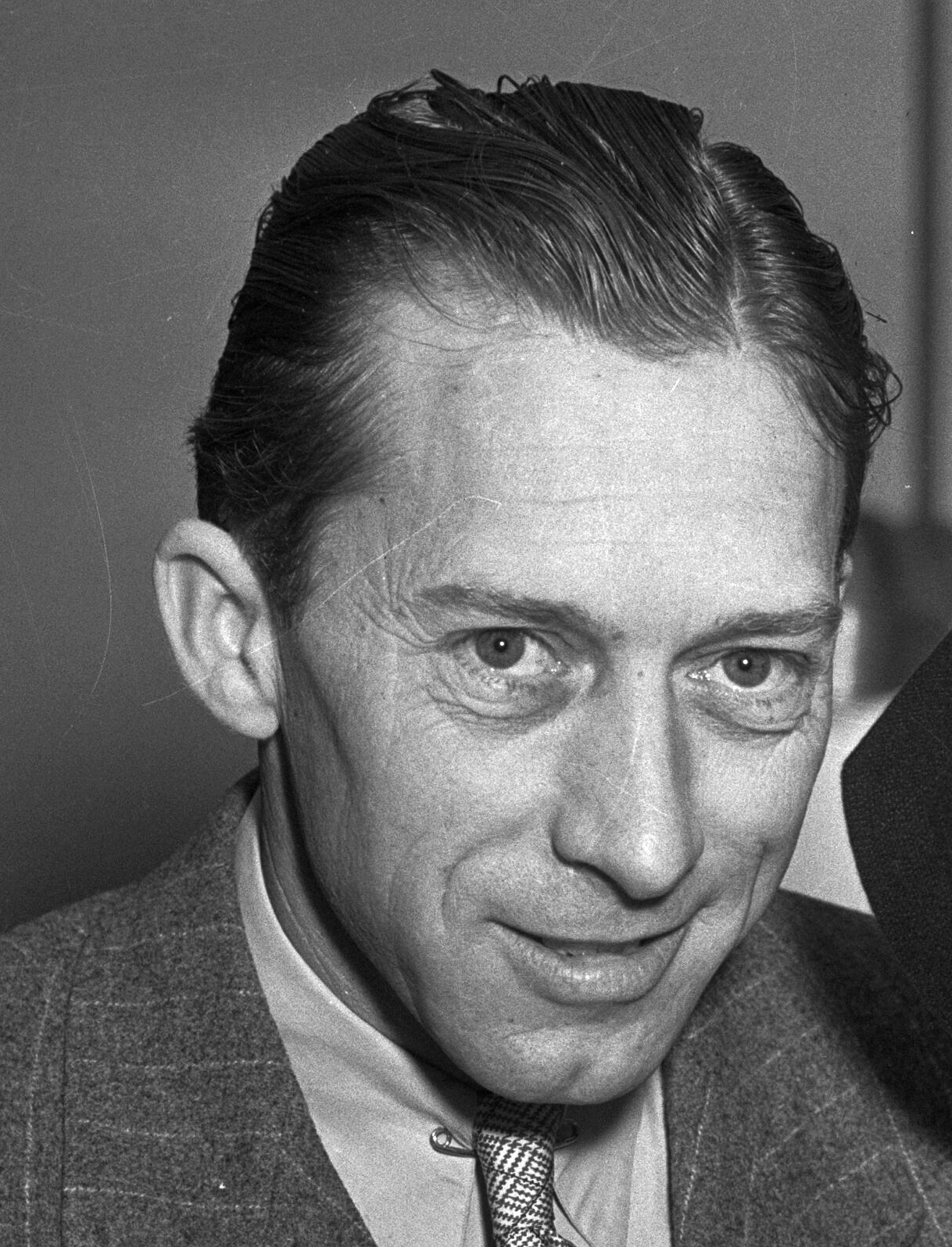
Lewis R. Foster (1936)

Lewis R. Foster (* 5. August 1898 in Brookfield, Missouri; † 10. Juni 1974 in Tehachapi, Kalifornien) war ein US-amerikanischer Journalist, Drehbuchautor und Regisseur, der 1940 den Oscar für die beste Originalgeschichte gewann.

## Leben
Nach dem Schulbesuch studierte Foster an der University of California und war anschließend als Journalist für Tageszeitungen in San Francisco tätig. Seine jahrzehntelange Karriere in der Filmwirtschaft Hollywoods begann er 1925 als Regieassistent bei dem Kurz-Stummfilm Ist das Leben nicht schrecklich? mit Charley Chase. Als Drehbuchautor verfasste er die Vorlagen und Drehbücher für 75 Filme und inszenierte daneben als Regisseur über sechzig Filme sowie zahlreiche Episoden für Fernsehserien.
Bei der Oscarverleihung 1940 gewann er den Oscar für die beste Originalgeschichte für Mr. Smith geht nach Washington (1939) von Frank Capra mit James Stewart, Jean Arthur und Claude Rains.
1944 war er außerdem für den Oscar für das beste adaptierte Drehbuch nominiert, und zwar gemeinsam mit Richard Flournoy, Frank Ross und Robert Russell für Immer mehr, immer fröhlicher (1943) von George Stevens mit Jean Arthur, Joel McCrea und Charles Coburn.
1960 wurde Foster, der zwischen 1936 und seinem Tod mit der Schauspielerin Dorothy Wilson verheiratet war, darüber hinaus Mitglied der American Society of Composers, Authors and Publishers (ASCAP).

## Filmografie (Auswahl)

### Regieassistent und Regisseur
- 1925: Ist das Leben nicht schrecklich? (Isn’t Life Terrible?)
- 1929: Loud Soup (Kurzfilm)
- 1929: Die brennende Nachbarin (Unaccustomed As We Are)
- 1929: Der Prinz im Fahrstuhlschacht (Double Whoopee)
- 1929: Laurel und Hardy: Berth Marks
- 1929: Als Matrosen (Men O’War)
- 1929: Schnorrer (Bacon Grabbers)
- 1929: Kuschel-Liebe (Angora Love)
- 1930: The Setting Son (Kurzfilm)
- 1931: The Itching Hour (Kurzfilm)
- 1949: The Lucky Stiff
- 1949: El Paso, die Stadt der Rechtlosen (El Paso)
- 1949: Vom FBI gejagt (Manhandled)
- 1950: Der Rebell von Mexiko (The Eagle and the Hawk)
- 1950: Käpt’n China (Captain China)
- 1951: Sein letzter Verrat (The Last Outpost)
- 1951: Gold in Neuguinea (Crosswinds)
- 1951: Die Faust der Vergeltung (Passage West)
- 1952: Hongkong (Hong Kong)
- 1953: Those Redheads from Seattle
- 1955: Straße des Terrors (Crashout)
- 1956: Ein Fetzen Leben (The Bold and the Brave)
- 1957: Disneyland (Fernsehshow)
- 1957: Tales of Wells Fargo (Fernsehserie)

### Drehbuchautor
- 1926: Never Too Old (Kurzfilm)
- 1929: Wrong Again
- 1931: The Great Pie Mystery (Kurzfilm)
- 1932: Hypnotized
- 1936: The Magnificent Brute
- 1937: She’s Dangerous
- 1939: Mr. Smith geht nach Washington (Mr. Smith Goes to Washington)
- 1940: The Farmer’s Daughter
- 1942: The Mayor of 44th Street
- 1943: Hers to Hold
- 1943: Immer mehr, immer fröhlicher (The More the Merrier)
- 1944: Das Lied des goldenen Westens (Can’t Help Singing)
- 1945: It’s in the Bag!
- 1949: Vom FBI gejagt (Manhandled)
- 1951: Passage West
- 1952: Flucht vor dem Feuer (The Blazing Forest)
- 1953: Geknechtet (The Vanquished)
- 1956: The Adventures of Jim Bowie (Fernsehserie)
- 1957: Tales of Wells Fargo (Fernsehserie)
- 1958: Sie nannten ihn Komantsche (Tonka)

## Auszeichnungen
- 1940: Oscar in der Kategorie Beste Originalgeschichte für Mr. Smith geht nach Washington